# Lopussny Gyula Ágost
Lopussny Gyula Ágost (1855. december 31. - Nagyvárad, 1921. november 8.) római katolikus plébános, kanonok. 

## Élete
Fölszenteltetett 1878. június 23-án, segédlelkészkedett és 1883-ban adminisztrátor volt Vaskón (Bihar megye), 1884-ben ugyanott plébános, 1885-ben Bikácson; 1886-ban szentszéki jegyző és püspöki ceremoniárius, 1887-ben szentszéki ülnök és 1889-től a nagyváradi Szent József intézet aligazgatója. A Magyar Állam munkatársa volt.

## Munkái
- A szent József intézet multja és jelene. Visszaállításának százados évfordulója emlékeül. Nagyvárad, 1895.
- Tordai Szaniszló Ferencz váradi püspök. Nagyvárad, 1896. (Ism. Kath. Szemle 1897.)